# Qarabağlı (Samux)
Qarabağlı è un comune dell'Azerbaigian situato nel distretto di Samux. Conta una popolazione di 652 abitanti.